# Ernest Jasan
Ernest Jasan (russisk: Эрне́ст Ви́кторович Я́сан) (født 12. marts 1936 i Moskva i Sovjetunionen, død 9. maj 2018 i Sankt Petersborg i Rusland) var en sovjetisk filminstruktør og manuskriptforfatter.

## Filmografi
- Frk K. bør tiltales (В моей смерти прошу винить Клаву К., 1979)[1][2]
- Prosti (Прости, 1986)